# Abantové
Abantové (starořecky Ἄβαντες – Abantes) byl iónský kmen ve starověkém Řecku sídlící na ostrově Euboia.
Jejich původ je nejasný. Podle Aristotela přišli na Euboiu z města Abai ve východní Fókidě a jednalo se původně o Thráky – jejich jméno bylo odvozeno od jména jejich původního města. Na Euboii sídlili nejprve v Chalkidě a v Eretrii, ale v době Homérově již ovládali celý ostrov. Podle Homéra patřili v Trojské válce mezi spojence Řeků.
Podle Pausania se podíleli na zřízení kolonie Thronion v Ilýrii.